# Музеи (Сардиния)
Музеи (итал. Musei) — коммуна в Италии, располагается в регионе Сардиния, в провинции Южная Сардиния.
Население составляет 1 533  человека (30-06-2019), плотность населения составляет 75,63  чел./км². Занимает площадь 20,27 км². Почтовый индекс — 9010. Телефонный код — 0781.
Покровителем населённого пункта считается святой Игнатий де Лойола.

## Демография
Динамика населения:

## Администрация коммуны
- Официальный сайт: